# Inchgower
Inchgower est une distillerie de whisky située près du village de Buckie, dans le Speyside, en Écosse.

## Histoire
Le neveu du propriétaire de l'ancienne distillerie Tonicheal, fermée en 1871, fonda la même année la distillerie Inchgower près de la localité de Buckie. Elle fut fermée en 1903 avant d'être réactivée par la commune de Buckie en 1930. En 1936, Inchgower fut rachetée par la société Arthur Bell & Sons qui a modernisé la distillerie dans les années 1960 et qui a installé deux alambics supplémentaires. Arthur Bell & Sons a été rachetée en 1985 par Guinness, entreprise qui a intégré le groupe UDV, aujourd'hui Diageo, la même année.

## La production
L'essentiel de la production de la distillerie est destinée à l'élaboration de blends, notamment Bell's, White Horse et Johnnie Walker.